# Marceau Fourcade
Pour les articles homonymes, voir Fourcade.
Marceau Fourcade est un rameur français né le 28 janvier 1905 à Bône, aujourd'hui Annaba (Algérie).

## Biographie
Marceau Fourcade a participé à l'épreuve de deux avec barreur aux Jeux olympiques d'été de 1936 à Berlin avec comme partenaires Georges Tapie et Noël Vandernotte. Ils ont remporté la médaille de bronze. Il se marie dans sa ville de naissance le 28 juin 1947.